# Velika nagrada Velike Britanije
Velika nagrada Velike Britanije (angleško British Grand Prix) je dirka svetovnega prvenstva Formule 1. Trenutno poteka na dirkališču Silverstone Circuit, ki leži blizu vasi Silverstone v Northamptonshiru.
Henry Segrave je prvi priredil avtomobilistično dirko v Združenem kraljestvu leta 1926 na dirkališču Brooklands, po tem ko je zmagal na Veliki nagradi Francije 1923 in naslednje leto na Veliki nagradi San Sebastiána, kar je povzročilo povečanje zanimanja za motošport. Prvo Veliko nagrado Velike Britanije sta dobila Francoza Louis Wagner in Robert Sénéchal, ki sta vozila dirkalnik Delage 155B.
Silverstone je redno gostil dirke od začetka prvenstva Formule 1 v sezoni 1950 (ko je bila sploh prva dirka prvega uradnega prvenstva Formule 1) in vsakoletno od sezoni 1987. Med sezonama 1964 in 1986 se je Silverstone na dve leti izmenjeval z dirkališčem Brands Hatch, med sezonama 1955 in 1962 pa z dirkališčem Aintree.
Med dirko za Veliko nagrado Velike Britanije 2003 je bivši Irski duhovnik  Neil Horan stekel na dirkališče v predelu Hangar Straight in mahal z religioznimi napisi. Hitro je bil odstranjen s strani varnostnikov ob progi.
Leta 2003 je izbruhnil spor med lastnikom British Racing Drivers' Club (BRDC) in vodilnimi možmi Formule 1 glede financiranja izboljšav na infrastrukturi dirkališča, kar je dvignilo dvome nad prihodnostjo dirke.

## Zmagovalci

### Večkratni zmagovalci
| Št. zmag | Dirkač                | Zmage                                                |
| -------- | --------------------- | ---------------------------------------------------- |
| 9        | Lewis Hamilton        | 2008, 2014, 2015, 2016, 2017, 2019, 2020, 2021, 2024 |
| 5        | Jim Clark             | 1962, 1963, 1964, 1965, 1967                         |
| 5        | Alain Prost           | 1983, 1985, 1989, 1990, 1993                         |
| 4        | Nigel Mansell         | 1986, 1987, 1991, 1992                               |
| 3        | Jack Brabham          | 1959, 1960, 1966                                     |
| 3        | Niki Lauda            | 1976, 1982, 1984                                     |
| 3        | Michael Schumacher    | 1998, 2002, 2004                                     |
| 2        | Alberto Ascari        | 1952, 1953                                           |
| 2        | José Froilán González | 1951, 1954                                           |
| 2        | Stirling Moss         | 1955, 1957                                           |
| 2        | Jackie Stewart        | 1969, 1971                                           |
| 2        | Emerson Fittipaldi    | 1972, 1975                                           |
| 2        | Jacques Villeneuve    | 1996, 1997                                           |
| 2        | David Coulthard       | 1999, 2000                                           |
| 2        | Fernando Alonso       | 2006, 2011                                           |
| 2        | Mark Webber           | 2010, 2012                                           |
| 2        | Sebastian Vettel      | 2009, 2018                                           |

### Po letih
Roza ozadje označuje dirke, ki niso štele za Svetovno prvenstvo Formule 1.
| Leto | Dirkač                        | Moštvo              | Dirkališče   | Poročilo |
| ---- | ----------------------------- | ------------------- | ------------ | -------- |
| 2025 | Lando Norris                  | McLaren-Mercedes    | Silverstone  | Poročilo |
| 2024 | Lewis Hamilton                | Mercedes            | Silverstone  | Poročilo |
| 2023 | Max Verstappen                | Red Bull-Honda RBPT | Silverstone  | Poročilo |
| 2022 | Carlos Sainz Jr.              | Ferrari             | Silverstone  | Poročilo |
| 2021 | Lewis Hamilton                | Mercedes            | Silverstone  | Poročilo |
| 2020 | Lewis Hamilton                | Mercedes            | Silverstone  | Poročilo |
| 2019 | Lewis Hamilton                | Mercedes            | Silverstone  | Poročilo |
| 2018 | Sebastian Vettel              | Ferrari             | Silverstone  | Poročilo |
| 2017 | Lewis Hamilton                | Mercedes            | Silverstone  | Poročilo |
| 2016 | Lewis Hamilton                | Mercedes            | Silverstone  | Poročilo |
| 2015 | Lewis Hamilton                | Mercedes            | Silverstone  | Poročilo |
| 2014 | Lewis Hamilton                | Mercedes            | Silverstone  | Poročilo |
| 2013 | Nico Rosberg                  | Mercedes            | Silverstone  | Poročilo |
| 2012 | Mark Webber                   | Red Bull-Renault    | Silverstone  | Poročilo |
| 2011 | Fernando Alonso               | Ferrari             | Silverstone  | Poročilo |
| 2010 | Mark Webber                   | Red Bull-Renault    | Silverstone  | Poročilo |
| 2009 | Sebastian Vettel              | Red Bull-Renault    | Silverstone  | Poročilo |
| 2008 | Lewis Hamilton                | McLaren-Mercedes    | Silverstone  | Poročilo |
| 2007 | Kimi Räikkönen                | Ferrari             | Silverstone  | Poročilo |
| 2006 | Fernando Alonso               | Renault             | Silverstone  | Poročilo |
| 2005 | Juan Pablo Montoya            | McLaren-Mercedes    | Silverstone  | Poročilo |
| 2004 | Michael Schumacher            | Ferrari             | Silverstone  | Poročilo |
| 2003 | Rubens Barrichello            | Ferrari             | Silverstone  | Poročilo |
| 2002 | Michael Schumacher            | Ferrari             | Silverstone  | Poročilo |
| 2001 | Mika Häkkinen                 | McLaren-Mercedes    | Silverstone  | Poročilo |
| 2000 | David Coulthard               | McLaren-Mercedes    | Silverstone  | Poročilo |
| 1999 | David Coulthard               | McLaren-Mercedes    | Silverstone  | Poročilo |
| 1998 | Michael Schumacher            | Ferrari             | Silverstone  | Poročilo |
| 1997 | Jacques Villeneuve            | Williams-Renault    | Silverstone  | Poročilo |
| 1996 | Jacques Villeneuve            | Williams-Renault    | Silverstone  | Poročilo |
| 1995 | Johnny Herbert                | Benetton-Renault    | Silverstone  | Poročilo |
| 1994 | Damon Hill                    | Williams-Renault    | Silverstone  | Poročilo |
| 1993 | Alain Prost                   | Williams-Renault    | Silverstone  | Poročilo |
| 1992 | Nigel Mansell                 | Williams-Renault    | Silverstone  | Poročilo |
| 1991 | Nigel Mansell                 | Williams-Renault    | Silverstone  | Poročilo |
| 1990 | Alain Prost                   | Ferrari             | Silverstone  | Poročilo |
| 1989 | Alain Prost                   | McLaren-Honda       | Silverstone  | Poročilo |
| 1988 | Ayrton Senna                  | McLaren-Honda       | Silverstone  | Poročilo |
| 1987 | Nigel Mansell                 | Williams-Honda      | Silverstone  | Poročilo |
| 1986 | Nigel Mansell                 | Williams-Honda      | Brands Hatch | Poročilo |
| 1985 | Alain Prost                   | McLaren-TAG         | Silverstone  | Poročilo |
| 1984 | Niki Lauda                    | McLaren-TAG         | Brands Hatch | Poročilo |
| 1983 | Alain Prost                   | Renault             | Silverstone  | Poročilo |
| 1982 | Niki Lauda                    | McLaren-Cosworth    | Brands Hatch | Poročilo |
| 1981 | John Watson                   | McLaren-Cosworth    | Silverstone  | Poročilo |
| 1980 | Alan Jones                    | Williams-Cosworth   | Brands Hatch | Poročilo |
| 1979 | Clay Regazzoni                | Williams-Cosworth   | Silverstone  | Poročilo |
| 1978 | Carlos Reutemann              | Ferrari             | Brands Hatch | Poročilo |
| 1977 | James Hunt                    | McLaren-Cosworth    | Silverstone  | Poročilo |
| 1976 | Niki Lauda                    | Ferrari             | Brands Hatch | Poročilo |
| 1975 | Emerson Fittipaldi            | McLaren-Cosworth    | Silverstone  | Poročilo |
| 1974 | Jody Scheckter                | Tyrrell-Cosworth    | Brands Hatch | Poročilo |
| 1973 | Peter Revson                  | McLaren-Cosworth    | Silverstone  | Poročilo |
| 1972 | Emerson Fittipaldi            | Lotus-Cosworth      | Brands Hatch | Poročilo |
| 1971 | Jackie Stewart                | Tyrrell-Cosworth    | Silverstone  | Poročilo |
| 1970 | Jochen Rindt                  | Lotus-Cosworth      | Brands Hatch | Poročilo |
| 1969 | Jackie Stewart                | Matra-Cosworth      | Silverstone  | Poročilo |
| 1968 | Jo Siffert                    | Lotus-Ford          | Brands Hatch | Poročilo |
| 1967 | Jim Clark                     | Lotus-Cosworth      | Silverstone  | Poročilo |
| 1966 | Jack Brabham                  | Brabham             | Brands Hatch | Poročilo |
| 1965 | Jim Clark                     | Lotus-Climax        | Silverstone  | Poročilo |
| 1964 | Jim Clark                     | Lotus-Climax        | Brands Hatch | Poročilo |
| 1963 | Jim Clark                     | Lotus-Climax        | Silverstone  | Poročilo |
| 1962 | Jim Clark                     | Lotus-Climax        | Aintree      | Poročilo |
| 1961 | Wolfgang von Trips            | Ferrari             | Aintree      | Poročilo |
| 1960 | Jack Brabham                  | Cooper-Climax       | Silverstone  | Poročilo |
| 1959 | Jack Brabham                  | Cooper-Climax       | Aintree      | Poročilo |
| 1958 | Peter Collins                 | Ferrari             | Silverstone  | Poročilo |
| 1957 | Stirling Moss, Tony Brooks    | Vanwall             | Aintree      | Poročilo |
| 1956 | Juan-Manuel Fangio            | Lancia-Ferrari      | Silverstone  | Poročilo |
| 1955 | Stirling Moss                 | Mercedes            | Aintree      | Poročilo |
| 1954 | José Froilán González         | Ferrari             | Silverstone  | Poročilo |
| 1953 | Alberto Ascari                | Ferrari             | Silverstone  | Poročilo |
| 1952 | Alberto Ascari                | Ferrari             | Silverstone  | Poročilo |
| 1951 | José Froilán González         | Ferrari             | Silverstone  | Poročilo |
| 1950 | Giuseppe Farina               | Alfa Romeo          | Silverstone  | Poročilo |
| 1949 | Emmanuel de Graffenried       | Maserati            | Silverstone  | Poročilo |
| 1948 | Luigi Villoresi               | Maserati            | Silverstone  | Poročilo |
| 1927 | Robert Benoist                | Delage              | Brooklands   | Poročilo |
| 1926 | Louis Wagner, Robert Sénéchal | Delage              | Brooklands   | Poročilo |